# Pier Ludovico Pavoni
Pier Ludovico Pavoni (Roma, 25 d'abril de 1926) va ser un cinematògraf, director, productor i guionista italià.
Nascut a Roma, Pavoni es va graduar al Centro Sperimentale di Cinematografia com a operador de càmera el 1948 i va començar a treballar en diverses pel·lícules documentals, com a assistent de càmera de Leonida Barboni i Mario Craveri. El 1952 va debutar com a director de fotografia a la comèdia Marito e moglie dirigida per Eduardo De Filippo. Entre altres coses, ha estat director de fotografia de nombroses pèplums. Entre 1960 i 1971 Pavoni també va treballar com a productor per a la companyia "Dear". Va dirigir tres pel·lícules d'èxit a mitjans dels anys setanta, dues d'elles basades en els seus propis guions. Es va retirar el 1989.
Pavoni va rebre el premi a la millor fotografia per Un po' di cielo al Festival Internacional de Cinema de Sant Sebastià 1956. El 1959 va guanyar el Nastro d'Argento per la fotografia de La muraglia cinese.

## Filmografia

### Director de fotografia
- Marito e moglie, dirigida per Eduardo De Filippo (1952)
- I cavalieri della regina, dirigida per Mauro Bolognini (1954)
- Un po' di cielo, dirigida per Giorgio Moser (1955)
- Faccia da mascalzone, dirigida per Raffaele Andreassi (1956)
- Noi siamo le colonne, dirigida per Luigi Filippo D'Amico (1956)
- La muraglia cinese, dirigida per Carlo Lizzani (1958)
- Agosto, donne mie non vi conosco, dirigida per Guido Malatesta (1959)
- Giuditta e Oloferne, dirigida per Fernando Cerchio (1959)
- Il mulino delle donne di pietra, dirigida per Giorgio Ferroni (1960)
- Il rossetto, dirigida per Damiano Damiani (1960)
- Il sicario, dirigida per Damiano Damiani (1960)
- Cronache del '22, film collettivo (1961)
- Gioventù di notte, dirigida per Mario Sequi (1961)
- Il conquistatore di Corinto, dirigida per Mario Costa (1961)
- La moglie di mio marito, dirigida per Tony Roman (1961)
- Le baccanti, dirigida per Giorgio Ferroni (1961)
- Col ferro e col fuoco, dirigida per Fernando Cerchio (1962)
- I pianeti contro di noi, dirigida per Romano Ferrara (1962)
- Il gladiatore di Roma, dirigida per Mario Costa (1962)
- Ti-Koyo e il suo pescecane, dirigida per Folco Quilici (1962)
- Goliath e la schiava ribelle, dirigida per Mario Caiano (1963)
- I diavoli di Spartivento, dirigida per Leopoldo Spaventa (1963)
- L'eroe di Babilonia, dirigida per Siro Marcellini (1963)
- I due gladiatori, dirigida per Mario Caiano (1964)
- Il magnifico gladiatore, dirigida per Alfonso Brescia (1964)
- Il trionfo di Ercole, dirigida per Alberto De Martino (1964)
- L'ultimo gladiatore, dirigida per Umberto Lenzi (1964)
- La rivolta dei pretoriani, dirigida per Alfonso Brescia (1964)
- La rivolta dei sette, dirigida per Alberto De Martino (1964)
- Maciste gladiatore di Sparta, dirigida per Mario Caiano (1964)
- Blue Dolphin - L'avventura continua, dirigida per Giorgio Moser (1990)

### Productor
- Il peccato degli anni verdi, dirigida per Leopoldo Trieste (1960)
- I pianeti contro di noi, dirigida per Romano Ferrara (1962)
- Il trionfo di Ercole, dirigida per Alberto De Martino (1964)
- Il conquistatore di Atlantide, dirigida per Alfonso Brescia (1965)
- Il rinnegato del deserto (Una ráfaga de plomo), dirigida per Paolo Heusch e Antonio Santillán (1965)
- Il tempo degli avvoltoi, dirigida per Nando Cicero (1967)
- Il momento di uccidere, dirigida per Giuliano Carnimeo (1968)
- La vittima designata, dirigida per Maurizio Lucidi (1971)
- Il ladrone, dirigida per Pasquale Festa Campanile (1980)

### Director
- Un modo di essere donna (1973)
- Amore libero - Free Love (1974)
- La peccatrice (1975)